# 캐리와 장난감 친구들
캐리와 장난감 친구들은 장난감 등의 완구를 리뷰하는 키즈 유튜브 채널이다. 주로 완구 제품 개봉에서부터 상황극, 그리고 완구를 활용한 놀이를 주요 콘텐츠로 한다. 가끔 해외 완구도 다루며, 테마파크, 완구 매장 방문기 등의 영상을 다루기도 한다. 2014년 8월 채널 개설 이래 빠른 구독자 수를 늘려왔다. 채널 개설 2년 여만인 2016년 7월 100만 구독자를 달성했고, 이후 다시 2년여 만인 2019년 4월 200만 구독자를 달성했다. 2020년 11월 15일 기준으로 202만 명의 구독자를 보유하고 있다. 한국 유튜브 채널 중 81위에 올라있다.
요즘은 숨바꼭질 cc왜 다양한 콘텐츠를 방영중이다.

## 연도별 캐릭터 소개
- 2014년 8월~2017년 2월 강혜진
- 2017년 ?월 이성인
- 2017년 2월 18일~2019년(추정) 김정현
- 2020년 5월 1일 ~ 현재 김신비

## 캐장친 방송문구 변천사
- 캐리가 더 재미있는 장난감으로 돌아올게요 안녕(2016년 ~ 2017년 1월)
- 정은비가 더 재밌는 기차장난감으로 들고올게요(2018년 ~ 2020년)
- 캐리가 여러분이 좋아할만한 장난감 들고올게요 안녕 여러분 (2011년 ~ 2014년)